# Buyeo-eup
Buyeo-eup (koreanska: 부여읍) är en köping i kommunen Buyeo-gun i provinsen Södra Chungcheong i Sydkorea, 140 km söder om huvudstaden Seoul. Det är kommunens största ort och dess administrativa huvudort.